# Elleker
Elleker is een plaats in de regio Great Southern in West-Australië.

## Geschiedenis
In 1889 wilde de 'Western Australian Land Company' - die toen de Great Southern Railway (GSR) aan het leggen was -  aan 'Lake Powell' een dorp genaamd 'Lakeside' ontwikkelen. Lake Powel heette toentertijd 'Lake Grassmere'. Er werden slechts enkele kavels verkocht en er was van ontwikkeling weinig sprake. In 1896 nam de overheid de GSR over en in 1899 werd 'Lakeside' officieel gesticht.
De naam van het dorp werd in 1908 in 'Torbay Junction' veranderd, omdat er nabij Kalgoorlie reeds een Lakeside bestond en omdat het nabijgelegen spoorwegstation reeds zo heette. In 1921 vroeg de Western Australian Government Railways om de naam in 'Ualungup' te veranderen, maar dat zou tot verwarring met Yallingup leidden. Er werd dat jaar daarom op suggestie van een plaatselijke notabele, J. Mowforth, beslist het dorp Elleker te noemen, naar Ellerker in Yorkshire.
In de jaren 1920 werd er een gemeenschapszaal gebouwd, de 'Elleker Hall'. Later werd het gebouw naar de plaatselijke 'oval' verplaatst. In 1997 werden er een sportcafé en toiletfaciliteiten aangebouwd.
Over de spoorweg tussen Elleker en Nornalup reed in september 1957 voor het laatst een trein. Die spoorweg was in november 1889 geopend om de houtzagerijen rondom Denmark met de 'Great Southern Railway' te verbinden.

## 21e eeuw
Elleker maakt deel uit van het lokale bestuursgebied (LGA) City of Albany waarvan Albany de hoofdplaats is. Het telde 356 inwoners in 2021 tegenover 192 in 2006.

## Toerisme
De 'The Cosiest Corner' is een 64 kilometer lange langs Elleker lopende fietsroute vanuit Albany.
De natuurreservaten 'Marbelup' en 'Lake Powell' liggen in de omgeving. Het plaatsje ligt niet ver van de kust, van de Torbay-inham en van 'Shelter Island'.

## Transport
Elleker ligt langs de 'Lower Denmark Road', 426 kilometer ten zuidzuidoosten van de West-Australische hoofdstad Perth, 40 kilometer ten oostzuidoosten en van het aan de South Coast Highway gelegen Denmark en 15 kilometer ten westen van Albany.
De 'Great Southern Railway' die langs Elleker loopt is in handen van Arc Infrastructure. De spoorweg wordt enkel door goederentreinen bereden.

## Klimaat
De streek kent een gematigd mediterraan klimaat, Csb volgens de klimaatclassificatie van Köppen. De jaarlijkse gemiddelde temperatuur bedraagt er 15,8 °C. Er valt jaarlijks gemiddeld ongeveer 880 mm neerslag.